# Pinwheel (cryptographie)

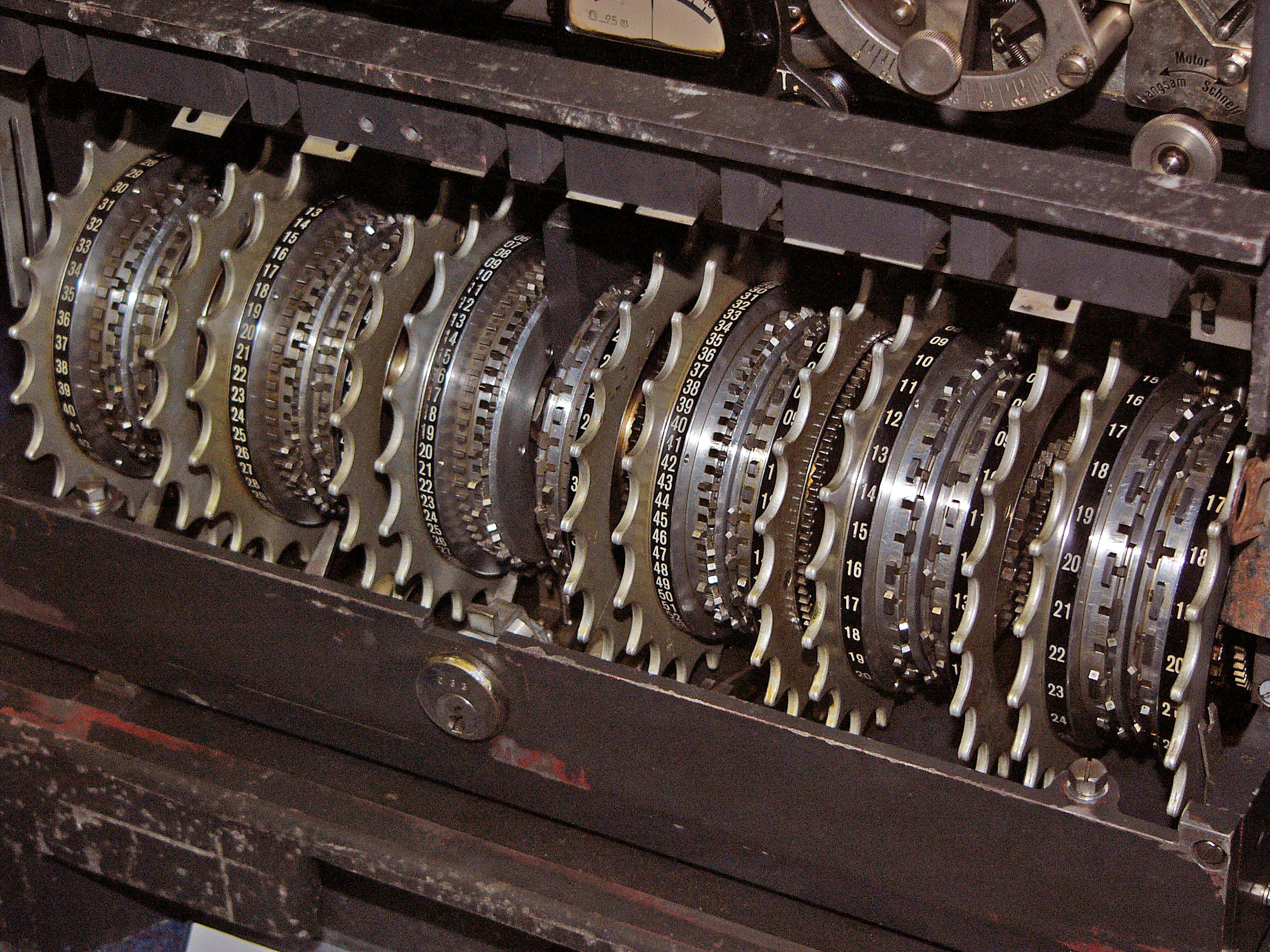
Une machine de Lorenz, qui contenait 12 dispositifs de type pinwheel, pour un total de 501 picots

Un dispositif de type pinwheel (moulinet à roues crantées) est une roue munie de picots pouvant avoir deux états possibles qui permet, généralement associée à d'autres dispositifs du même type, de produire une suite pseudo-aléatoire de bits, afin d'alimenter une machine à chiffrer.
Dans la M-209, c'est une action mécanique qui fait tourner la roue, tandis que la machine de Lorenz utilisait également un dispositif électronique.
On peut voir ces dispositifs comme les ancêtres des registres à décalage à rétroaction linéaire.